# 吳紅波
吳紅波（1952年5月—），山东宁阳人，中华人民共和国外交官。

## 生平
吴红波毕业于北京外国语学院英语系。1976年，进入中华人民共和国外交部工作，任北京外交人员服务局科员。1978年，赴新西兰惠灵顿维多利亚大学进修。1980年，任驻新西兰大使馆职员。1981年，回国继续担任北京外交人员服务局科员。1983年，任外交部翻译室三等秘书。1987年，任外交部香港澳门事务办公室二等秘书、副处长。1988年，任中英联合联络小组中方代表处二等秘书。1991年，任外交部港澳办一等秘书、处长。1995年，任中英联合联络小组中方代表（参赞衔）。1997年7月，改任外交部驻香港特派员公署参赞。1998年11月，任中英联合联络小组中方首席代表（大使衔）。1999年，任外交部西欧司副司长。2000年，任外交部香港澳门台湾事务司司长。2002年8月，任外交部驻澳门特派员公署副特派员。
2004年3月，出任中华人民共和国驻菲律宾大使。2005年10月，任外交部办公厅主任。2007年，升任外交部部长助理，主管欧洲地区事务、新闻与领事工作。2009年8月，出任中华人民共和国驻德国大使。2012年5月，獲聯合國秘書長潘基文任命為聯合國副秘書長，負責經濟和社會事務。8月，正式履新联合国副秘书长。2017年7月，卸任联合国副秘书长一职。2019年11月，出任中国政府首位欧洲事务特别代表。

## 家庭
已婚，有一女。